# Two Steps from the Blues
Albums de Bobby Bland
Here's the Man!
(1962)
Two Steps from the Blues est un album de Bobby Bland sorti en 1961 sur le label Duke Records.

## Histoire
Two Steps from the Blues se compose de chansons parues en 45 tours au cours des années précédentes et d'autres enregistrées pendant la deuxième moitié de l'année 1960 en vue d'être incluses sur l'album. Two Steps from the Blues, Cry Cry Cry et I've Been Wrong So Long sont enregistrées le 3 juillet 1960, tandis que Don't Cry No More, I Pity the Fool, I've Just Got to Forget You et St. James Infirmary le sont le 12 novembre.
L'album, le premier de Bland, rencontre un grand succès à sa sortie. I Pity the Fool et Don't Cry No More sont éditées en single au cours de l'année 1961 et atteignent respectivement la première et la deuxième place du classement des meilleures ventes de 45 tours rhythm and blues établi par le magazine Billboard.
En 2012, le magazine Rolling Stone inclut Two Steps from the Blues à la 217e position de sa liste des 500 plus grands albums de tous les temps.

## Fiche technique

### Chansons
| 1. | Two Steps from the Blues | Deadric Malone (en), John Riley Brown | 2:34 |
| 2. | Cry Cry Cry              | Deadric Malone                        | 2:43 |
| 3. | I'm Not Ashamed          | Deadric Malone, Joseph Scott          | 2:36 |
| 4. | Don't Cry No More        | Deadric Malone                        | 2:28 |
| 5. | Lead Me On               | Deadric Malone                        | 2:06 |
| 6. | I Pity the Fool          | Deadric Malone                        | 2:44 |

| 7.  | I've Just Got to Forget You | Deadric Malone                | 2:34 |
| 8.  | Little Boy Blue             | Charles Harper                | 2:40 |
| 9.  | St. James Infirmary         | Joe Primrose                  | 2:26 |
| 10. | I'll Take Care of You (en)  | Brook Benton                  | 2:26 |
| 11. | I Don't Want No Woman       | Deadric Malone                | 2:40 |
| 12. | I've Been Wrong So Long     | Deadric Malone, Ray Agee (en) | 2:19 |

### Interprètes
- Bobby Bland : chant
- Joe Scott (en), Melvin Jackson : trompette
- Pluma Davis : trombone
- Robert Skinner, L. A. Hill : saxophone ténor
- Rayfield Devers : saxophone baryton
- Teddy Reynolds : piano
- Wayne Bennett (en) : guitare
- Hamp Simmons : basse
- John Starks (en) : batterie

### Équipe de production
- Don Robey (en) : production
- Joe Scott : arrangements